# Coppa del Mondo di salto con gli sci 2025
La Coppa del Mondo di salto con gli sci 2025 è stata la quarantasettesima edizione della manifestazione organizzata dalla Federazione internazionale sci e snowboard, la quattordicesima a prevedere un circuito di gare femminili. Durante la stagione si sono tenuti a Trondheim i Campionati mondiali di sci nordico 2025, non validi ai fini della Coppa del Mondo il cui calendario ha contemplato dunque un'interruzione tra febbraio e marzo.
La stagione maschile è iniziata il 23 novembre 2024 a Lillehammer, in Norvegia, e si è conclusa il 30 marzo 2025 a Planica, in Slovenia. Si sono disputate tutte le 29 gare individuali e le 4 a squadre in programmar, in 18 tappe: 26 su trampolino lungo, 7 su trampolino per il volo. L'austriaco Daniel Tschofenig ha vinto sia la Coppa del Mondo generale sia il Torneo dei quattro trampolini, mentre lo sloveno Domen Prevc si è aggiudicato la Coppa del Mondo di volo; l'austriaco Stefan Kraft era il detentore uscente della Coppa generale, il giapponese Ryōyū Kobayashi del Torneo.
La stagione femminile è iniziata il 23 novembre 2024 a Lillehammer, in Norvegia, e si è conclusa il 21 marzo 2025 a Lahti, in Finlandia; sono state disputate 24 delle 26 gare individuali in programma e 1 a squadre, in 15 tappe: 11 su trampolino normale, 13 su trampolino lungo, 1 su trampolino per il volo. La slovena Nika Prevc, detentrice uscente, ha nuovamente vinto la Coppa del Mondo generale.
Sono state inserite in calendario due gare a squadre miste, tra le quali quella del 22 novembre a Lillehammer che ha inaugurato la stagione. In seguito all'invasione russa dell'Ucraina del 2022, gli atleti russi e bielorussi sono stati esclusi dalle competizioni.

## Uomini

### Risultati
| Data                          | Località               | Nazione     | Trampolino                 | Spec. | Primo                                                             | Secondo                                                                 | Terzo                                                                                          |
| ----------------------------- | ---------------------- | ----------- | -------------------------- | ----- | ----------------------------------------------------------------- | ----------------------------------------------------------------------- | ---------------------------------------------------------------------------------------------- |
| 23 novembre 2024              | Lillehammer            | Norvegia    | Lysgårdsbakken HS140       | LH    | Pius Paschke                                                      | Daniel Tschofenig                                                       | Maximilian Ortner                                                                              |
| 24 novembre 2024              | Lillehammer            | Norvegia    | Lysgårdsbakken HS140       | LH    | Jan Hörl                                                          | Pius Paschke                                                            | Daniel Tschofenig                                                                              |
| 30 novembre 2024              | Kuusamo                | Finlandia   | Rukatunturi HS142          | LH    | Pius Paschke                                                      | Jan Hörl                                                                | Stefan Kraft                                                                                   |
| 1º dicembre 2024              | Kuusamo                | Finlandia   | Rukatunturi HS142          | LH    | Andreas Wellinger                                                 | Stefan Kraft                                                            | Karl Geiger                                                                                    |
| 7 dicembre 2024               | Wisła                  | Polonia     | Malinka HS134              | LH    | Daniel Tschofenig                                                 | Gregor Deschwanden                                                      | Pius Paschke                                                                                   |
| 8 dicembre 2024               | Wisła                  | Polonia     | Malinka HS134              | LH    | Pius Paschke                                                      | Jan Hörl                                                                | Stefan Kraft                                                                                   |
| 13 dicembre 2024              | Titisee-Neustadt       | Germania    | Hochfirst HS142            | TL LH | Germania Andreas Wellinger Pius Paschke                           | Austria Daniel Tschofenig Jan Hörl                                      | Norvegia Halvor Egner Granerud Kristoffer Eriksen Sundal                                       |
| 14 dicembre 2024              | Titisee-Neustadt       | Germania    | Hochfirst HS142            | LH    | Pius Paschke                                                      | Gregor Deschwanden                                                      | Daniel Tschofenig                                                                              |
| 15 dicembre 2024              | Titisee-Neustadt       | Germania    | Hochfirst HS142            | LH    | Pius Paschke                                                      | Michael Hayböck                                                         | Kristoffer Eriksen Sundal                                                                      |
| 21 dicembre 2024              | Engelberg              | Svizzera    | Gross-Titlis-Schanze HS140 | LH    | Jan Hörl                                                          | Daniel Tschofenig                                                       | Gregor Deschwanden                                                                             |
| 22 dicembre 2024              | Engelberg              | Svizzera    | Gross-Titlis-Schanze HS140 | LH    | Daniel Tschofenig                                                 | Jan Hörl                                                                | Stefan Kraft                                                                                   |
| Torneo dei quattro trampolini |                        |             |                            |       |                                                                   |                                                                         |                                                                                                |
| 29 dicembre 2024              | Oberstdorf             | Germania    | Schattenberg HS137         | LH    | Stefan Kraft                                                      | Jan Hörl                                                                | Daniel Tschofenig                                                                              |
| 1º gennaio 2025               | Garmisch-Partenkirchen | Germania    | Große Olympiaschanze HS142 | LH    | Daniel Tschofenig                                                 | Gregor Deschwanden                                                      | Michael Hayböck                                                                                |
| 4 gennaio 2025                | Innsbruck              | Austria     | Bergisel HS128             | LH    | Stefan Kraft                                                      | Jan Hörl                                                                | Daniel Tschofenig                                                                              |
| 6 gennaio 2025                | Bischofshofen          | Austria     | Paul Ausserleitner HS142   | LH    | Daniel Tschofenig                                                 | Jan Hörl                                                                | Stefan Kraft                                                                                   |
| 18 gennaio 2025               | Zakopane               | Polonia     | Wielka Krokiew HS140       | TL LH | Austria Jan Hörl Maximilian Ortner Stefan Kraft Daniel Tschofenig | Slovenia Lovro Kos Timi Zajc Domen Prevc Anže Lanišek                   | Norvegia Kristoffer Eriksen Sundal Benjamin Østvold Halvor Egner Granerud Johann André Forfang |
| 19 gennaio 2025               | Zakopane               | Polonia     | Wielka Krokiew HS140       | LH    | Daniel Tschofenig                                                 | Johann André Forfang                                                    | Jan Hörl                                                                                       |
| 25 gennaio 2025               | Oberstdorf             | Germania    | Heini Klopfer HS235        | FH    | Timi Zajc                                                         | Johann André Forfang                                                    | Domen Prevc                                                                                    |
| 26 gennaio 2025               | Oberstdorf             | Germania    | Heini Klopfer HS235        | FH    | Domen Prevc                                                       | Johann André Forfang                                                    | Michael Hayböck                                                                                |
| 1º febbraio 2025              | Willingen              | Germania    | Mühlenkopf HS147           | LH    | Daniel Tschofenig                                                 | Anže Lanišek                                                            | Maximilian Ortner                                                                              |
| 2 febbraio 2025               | Willingen              | Germania    | Mühlenkopf HS147           | LH    | Daniel Tschofenig                                                 | Johann André Forfang                                                    | Jan Hörl                                                                                       |
| 8 febbraio 2025               | Lake Placid            | Stati Uniti | MacKenzie HS128            | LH    | Johann André Forfang                                              | Jan Hörl                                                                | Daniel Tschofenig                                                                              |
| 9 febbraio 2025               | Lake Placid            | Stati Uniti | MacKenzie HS128            | LH    | Daniel Tschofenig                                                 | Jan Hörl                                                                | Anže Lanišek                                                                                   |
| 15 febbraio 2025              | Sapporo                | Giappone    | Ōkurayama HS137            | LH    | Ryōyū Kobayashi                                                   | Jan Hörl                                                                | Domen Prevc                                                                                    |
| 16 febbraio 2025              | Sapporo                | Giappone    | Ōkurayama HS137            | LH    | Ryōyū Kobayashi                                                   | Marius Lindvik                                                          | Johann André Forfang                                                                           |
| 13 marzo 2025                 | Oslo Holmenkollen      | Norvegia    | Holmenkollen HS134         | LH    | Ryōyū Kobayashi                                                   | Jan Hörl                                                                | Karl Geiger                                                                                    |
| 15 marzo 2025                 | Vikersund              | Norvegia    | Vikersundbakken HS240      | FH    | Andreas Wellinger                                                 | Timi Zajc                                                               | Anže Lanišek                                                                                   |
| 16 marzo 2025                 | Vikersund              | Norvegia    | Vikersundbakken HS240      | FH    | Domen Prevc                                                       | Andreas Wellinger                                                       | Ryōyū Kobayashi                                                                                |
| 22 marzo 2025                 | Lahti                  | Finlandia   | Salpausselkä HS130         | LH    | Anže Lanišek                                                      | Stefan Kraft                                                            | Paweł Wąsek                                                                                    |
| 23 marzo 2025                 | Lahti                  | Finlandia   | Salpausselkä HS130         | TL LH | Slovenia Lovro Kos Anže Lanišek                                   | Austria Manuel Fettner Stefan Kraft                                     | Giappone Ren Nikaidō Ryōyū Kobayashi                                                           |
| 28 marzo 2025                 | Planica                | Slovenia    | Letalnica HS240            | FH    | Domen Prevc                                                       | Anže Lanišek                                                            | Ryōyū Kobayashi                                                                                |
| 29 marzo 2025                 | Planica                | Slovenia    | Letalnica HS240            | TL FH | Austria Daniel Tschofenig Manuel Fettner Jan Hörl Stefan Kraft    | Germania Karl Geiger Andreas Wellinger Pius Paschke Markus Eisenbichler | Slovenia Lovro Kos Domen Prevc Timi Zajc Anže Lanišek                                          |
| 30 marzo 2025                 | Planica                | Slovenia    | Letalnica HS240            | FH    | Anže Lanišek                                                      | Domen Prevc                                                             | Andreas Wellinger                                                                              |

Legenda:

NH = trampolino normale

LH = trampolino lungo

FH = volo con gli sci

TL = gara a squadre

### Classifiche

#### Generale

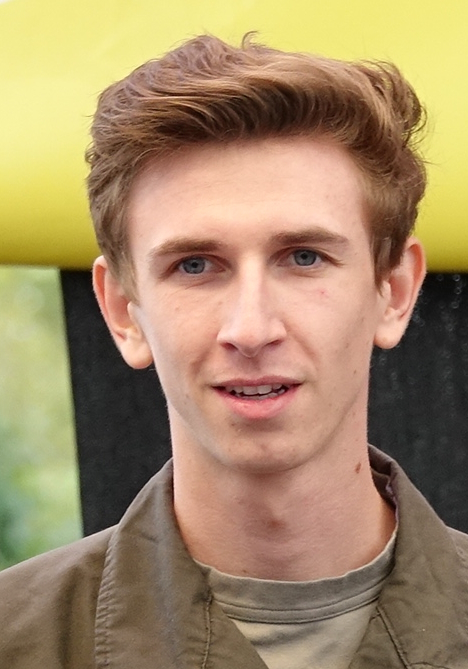
Daniel Tschofenig nel 2023

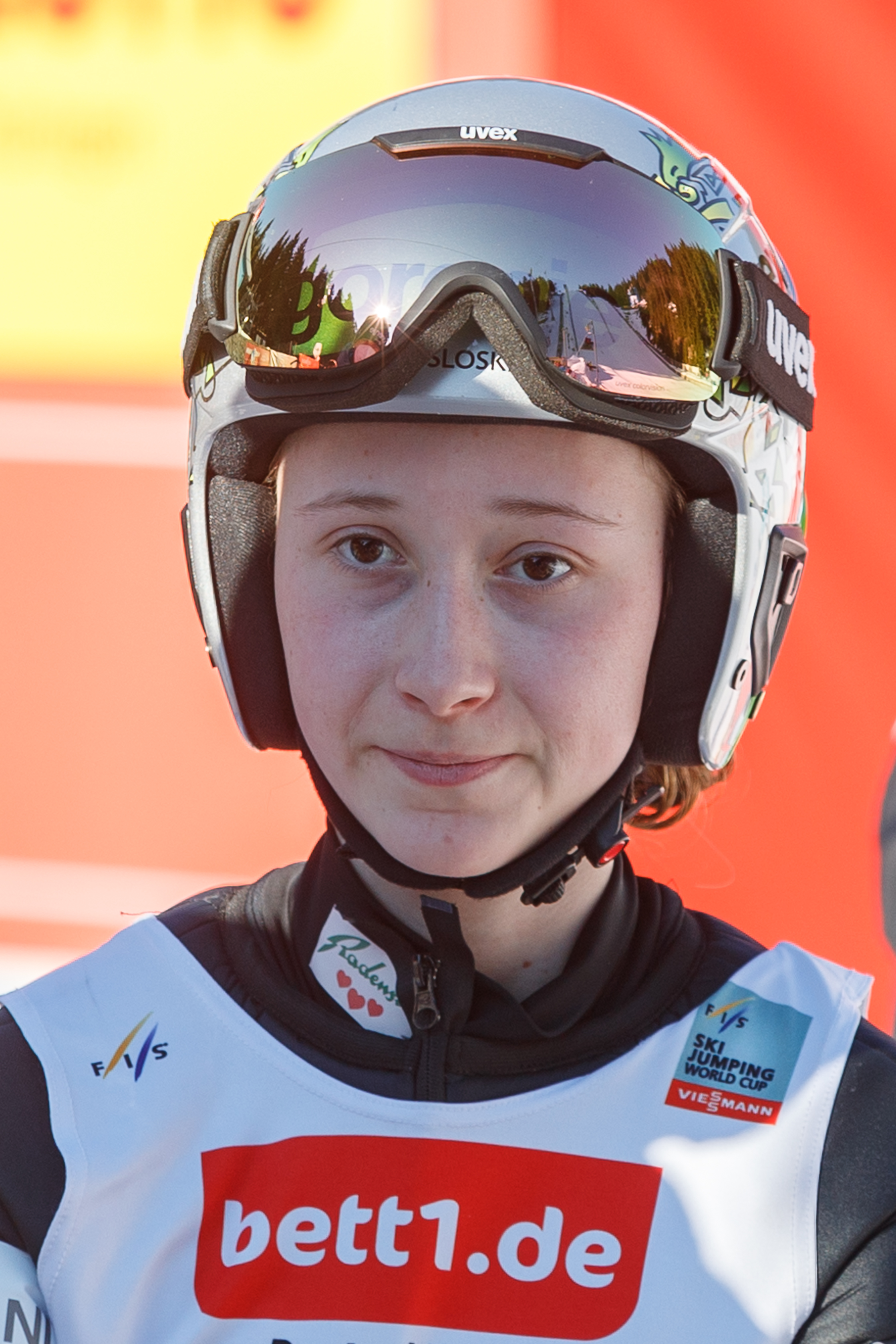
Nika Prevc nel 2022

| Pos. | Nome                 | Nazione  | Punti |
| ---- | -------------------- | -------- | ----- |
| 1    | Daniel Tschofenig    | Austria  | 1805  |
| 2    | Jan Hörl             | Austria  | 1652  |
| 3    | Stefan Kraft         | Austria  | 1290  |
| 4    | Anže Lanišek         | Slovenia | 1056  |
| 5    | Pius Paschke         | Germania | 1006  |
| 6    | Gregor Deschwanden   | Svizzera | 996   |
| 7    | Andreas Wellinger    | Germania | 989   |
| 8    | Johann André Forfang | Norvegia | 955   |
| 9    | Ryōyū Kobayashi      | Giappone | 910   |
| 10   | Domen Prevc          | Slovenia | 776   |

#### Torneo dei quattro trampolini
| Pos. | Nome                 | Nazione  | Punti  |
| ---- | -------------------- | -------- | ------ |
| 1    | Daniel Tschofenig    | Austria  | 1194,4 |
| 2    | Jan Hörl             | Austria  | 1193,0 |
| 3    | Stefan Kraft         | Austria  | 1190,3 |
| 4    | Johann André Forfang | Norvegia | 1154,2 |
| 5    | Gregor Deschwanden   | Svizzera | 1151,9 |

#### Volo
| Pos. | Nome              | Nazione  | Punti |
| ---- | ----------------- | -------- | ----- |
| 1    | Domen Prevc       | Slovenia | 485   |
| 2    | Anže Lanišek      | Slovenia | 317   |
| 3    | Andreas Wellinger | Germania | 310   |
| 4    | Ryōyū Kobayashi   | Giappone | 280   |
| 5    | Timi Zajc         | Slovenia | 268   |

#### Nazioni
| Pos. | Nazione     | Punti |
| ---- | ----------- | ----- |
| 1    | Austria     | 8343  |
| 2    | Germania    | 4523  |
| 3    | Norvegia    | 3956  |
| 4    | Slovenia    | 3892  |
| 5    | Giappone    | 2421  |
| 6    | Polonia     | 2062  |
| 7    | Svizzera    | 1553  |
| 8    | Stati Uniti | 875   |
| 9    | Finlandia   | 414   |
| 10   | Estonia     | 265   |

## Donne

### Risultati
| Data             | Località               | Nazione     | Trampolino                 | Spec. | Prima                                | Seconda                                           | Terza                                            |
| ---------------- | ---------------------- | ----------- | -------------------------- | ----- | ------------------------------------ | ------------------------------------------------- | ------------------------------------------------ |
| 23 novembre 2024 | Lillehammer            | Norvegia    | Lysgårdsbakken HS140       | LH    | Nika Prevc                           | Katharina Althaus                                 | Selina Freitag                                   |
| 24 novembre 2024 | Lillehammer            | Norvegia    | Lysgårdsbakken HS140       | LH    | Katharina Althaus                    | Selina Freitag                                    | Lisa Eder                                        |
| 14 dicembre 2024 | Zhangjiakou            | Cina        | Snow Ruyi HS106            | NH    | Katharina Althaus                    | Eirin Maria Kvandal                               | Nika Prevc                                       |
| 15 dicembre 2024 | Zhangjiakou            | Cina        | Snow Ruyi HS106            | NH    | Katharina Althaus                    | Ema Klinec                                        | Lisa Eder                                        |
| 21 dicembre 2024 | Engelberg              | Svizzera    | Gross-Titlis-Schanze HS140 | LH    | Nika Prevc                           | Katharina Althaus                                 | Thea Minyan Bjørseth                             |
| 22 dicembre 2024 | Engelberg              | Svizzera    | Gross-Titlis-Schanze HS140 | LH    | cancellata                           | cancellata                                        | cancellata                                       |
| 31 dicembre 2024 | Garmisch-Partenkirchen | Germania    | Große Olympiaschanze HS142 | LH    | Nika Prevc                           | Eirin Maria Kvandal                               | Eva Pinkelnig                                    |
| 1º gennaio 2025  | Oberstdorf             | Germania    | Schattenberg HS137         | LH    | Nika Prevc                           | Anna Odine Strøm                                  | Eirin Maria Kvandal                              |
| 5 gennaio 2025   | Villaco                | Austria     | Villacher Alpenarena HS98  | NH    | Katharina Althaus                    | Nika Prevc                                        | Jacqueline Seifriedsberger                       |
| 6 gennaio 2025   | Villaco                | Austria     | Villacher Alpenarena HS98  | NH    | Eva Pinkelnig                        | Katharina Althaus                                 | Nika Prevc                                       |
| 18 gennaio 2025  | Sapporo                | Giappone    | Ōkurayama HS134            | LH    | Alexandria Loutitt                   | Lisa Eder                                         | Eirin Maria Kvandal                              |
| 19 gennaio 2025  | Sapporo                | Giappone    | Ōkurayama HS134            | LH    | Eirin Maria Kvandal                  | Selina Freitag                                    | Thea Minyan Bjørseth                             |
| 24 gennaio 2025  | Zaō                    | Giappone    | Yamagata HS102             | NH    | Nika Prevc                           | Thea Minyan Bjørseth                              | Eva Pinkelnig                                    |
| 25 gennaio 2025  | Zaō                    | Giappone    | Yamagata HS102             | TL NH | Germania Selina Freitag Agnes Reisch | Norvegia Thea Minyan Bjørseth Eirin Maria Kvandal | Austria Jacqueline Seifriedsberger Eva Pinkelnig |
| 26 gennaio 2025  | Zaō                    | Giappone    | Yamagata HS102             | NH    | Jacqueline Seifriedsberger           | Eirin Maria Kvandal                               | Nika Prevc                                       |
| 1º febbraio 2025 | Willingen              | Germania    | Mühlenkopf HS147           | LH    | Eirin Maria Kvandal                  | Anna Odine Strøm                                  | Jacqueline Seifriedsberger                       |
| 7 febbraio 2025  | Lake Placid            | Stati Uniti | MacKenzie HS128            | LH    | Nika Prevc                           | Eirin Maria Kvandal                               | Alexandria Loutitt                               |
| 8 febbraio 2025  | Lake Placid            | Stati Uniti | MacKenzie HS128            | LH    | Nika Prevc                           | Agnes Reisch                                      | Selina Freitag                                   |
| 15 febbraio 2025 | Ljubno                 | Slovenia    | Logarska dolina HS94       | NH    | Nika Prevc                           | Selina Freitag                                    | Thea Minyan Bjørseth                             |
| 16 febbraio 2025 | Ljubno                 | Slovenia    | Logarska dolina HS94       | NH    | Nika Prevc                           | Selina Freitag                                    | Lisa Eder                                        |
| 22 febbraio 2025 | Hinzenbach             | Austria     | Aigner HS90                | NH    | Nika Prevc                           | Selina Freitag                                    | Jacqueline Seifriedsberger                       |
| 23 febbraio 2025 | Hinzenbach             | Austria     | Aigner HS90                | NH    | Nika Prevc                           | Selina Freitag                                    | Abigail Strate                                   |
| 13 marzo 2025    | Oslo Holmenkollen      | Norvegia    | Holmenkollen HS134         | LH    | Nika Prevc                           | Anna Odine Strøm                                  | Eirin Maria Kvandal                              |
| 15 marzo 2025    | Vikersund              | Norvegia    | Vikersundbakken HS240      | FH    | Nika Prevc                           | Ema Klinec                                        | Selina Freitag                                   |
| 16 marzo 2025    | Vikersund              | Norvegia    | Vikersundbakken HS240      | FH    | cancellata                           | cancellata                                        | cancellata                                       |
| 20 marzo 2025    | Lahti                  | Finlandia   | Salpausselkä HS130         | LH    | Nika Prevc                           | Selina Freitag                                    | Alexandria Loutitt                               |
| 21 marzo 2025    | Lahti                  | Finlandia   | Salpausselkä HS130         | LH    | Nika Prevc                           | Selina Freitag                                    | Ema Klinec                                       |

Legenda:

NH = trampolino normale

LH = trampolino lungo

FH = volo con gli sci

TL = gara a squadre

### Classifiche

#### Generale
| Pos. | Nome                       | Nazione  | Punti |
| ---- | -------------------------- | -------- | ----- |
| 1    | Nika Prevc                 | Slovenia | 1933  |
| 2    | Selina Freitag             | Germania | 1293  |
| 3    | Katharina Althaus          | Germania | 1201  |
| 4    | Eirin Maria Kvandal        | Norvegia | 1026  |
| 5    | Jacqueline Seifriedsberger | Austria  | 978   |
| 6    | Lisa Eder                  | Austria  | 877   |
| 7    | Eva Pinkelnig              | Austria  | 819   |
| 8    | Anna Odine Strøm           | Norvegia | 801   |
| 9    | Ema Klinec                 | Slovenia | 710   |
| 10   | Alexandria Loutitt         | Canada   | 681   |

#### Nazioni
| Pos. | Nazione     | Punti |
| ---- | ----------- | ----- |
| 1    | Germania    | 4241  |
| 2    | Norvegia    | 3719  |
| 3    | Austria     | 3624  |
| 4    | Slovenia    | 3291  |
| 5    | Giappone    | 2314  |
| 6    | Canada      | 1280  |
| 7    | Italia      | 688   |
| 8    | Finlandia   | 555   |
| 9    | Stati Uniti | 382   |
| 10   | Francia     | 328   |

## Misto

### Risultati
| Data             | Località    | Nazione     | Trampolino           | Spec. | Prima                                                                                            | Seconda                                                                                          | Terza                                                                       |
| ---------------- | ----------- | ----------- | -------------------- | ----- | ------------------------------------------------------------------------------------------------ | ------------------------------------------------------------------------------------------------ | --------------------------------------------------------------------------- |
| 22 novembre 2024 | Lillehammer | Norvegia    | Lysgårdsbakken HS140 | TL LH | Germania Selina Freitag Andreas Wellinger Katharina Althaus Pius Paschke                         | Norvegia Anna Odine Strøm Kristoffer Eriksen Sundal Eirin Maria Kvandal Marius Lindvik           | Austria Lisa Eder Daniel Tschofenig Eva Pinkelnig Jan Hörl                  |
| 31 gennaio 2025  | Willingen   | Germania    | Mühlenkopf HS147     | TL LH | Norvegia Thea Minyan Bjørseth Kristoffer Eriksen Sundal Eirin Maria Kvandal Johann André Forfang | Austria Lisa Eder Jan Hörl Jacqueline Seifriedsberger Daniel Tschofenig                          | Germania Katharina Althaus Philipp Raimund Selina Freitag Andreas Wellinger |
| 8 febbraio 2025  | Lake Placid | Stati Uniti | MacKenzie HS128      | TL LH | Germania Agnes Reisch Philipp Raimund Selina Freitag Andreas Wellinger                           | Norvegia Thea Minyan Bjørseth Kristoffer Eriksen Sundal Eirin Maria Kvandal Johann André Forfang | Austria Lisa Eder Jan Hörl Jacqueline Seifriedsberger Daniel Tschofenig     |

Legenda:

LH = trampolino lungo

TL = gara a squadre